# Charmaine Crooks
Charmaine Crooks (Mandeville, Jamaica; 8 de agosto de 1962) es una atleta canadiense de origen jamaicano retirada, especializada en la prueba de 4x400 m en la que llegó a ser subcampeona olímpica en 1984.

## Carrera deportiva
En los JJ. OO. de Los Ángeles 1984 ganó la medalla de plata en los relevos 4x400 metros, con un tiempo de 3:21.21 segundos, tras Estados Unidos y por delante de Alemania Occidental, siendo sus compañeras de equipo: Jillian Richardson, Molly Killingbeck, Marita Payne y Dana Wright.